# Cò quăm mặt trần
Cò quăm mặt trần, tên khoa học Phimosus infuscatus, là một loài chim trong họ Threskiornithidae. Chúng được tìm thấy ở Argentina, Bolivia, Brasil, Colombia, Ecuador, Guyana, Paraguay, Suriname, Uruguay, và Venezuela.

## Phân loài
- P. i. berlepschi (Hellmayr, 1903)
- P. i. nudifrons (Spix, 1825)
- P. i. infuscatus (Lichtenstein 1823)

## Hình ảnh

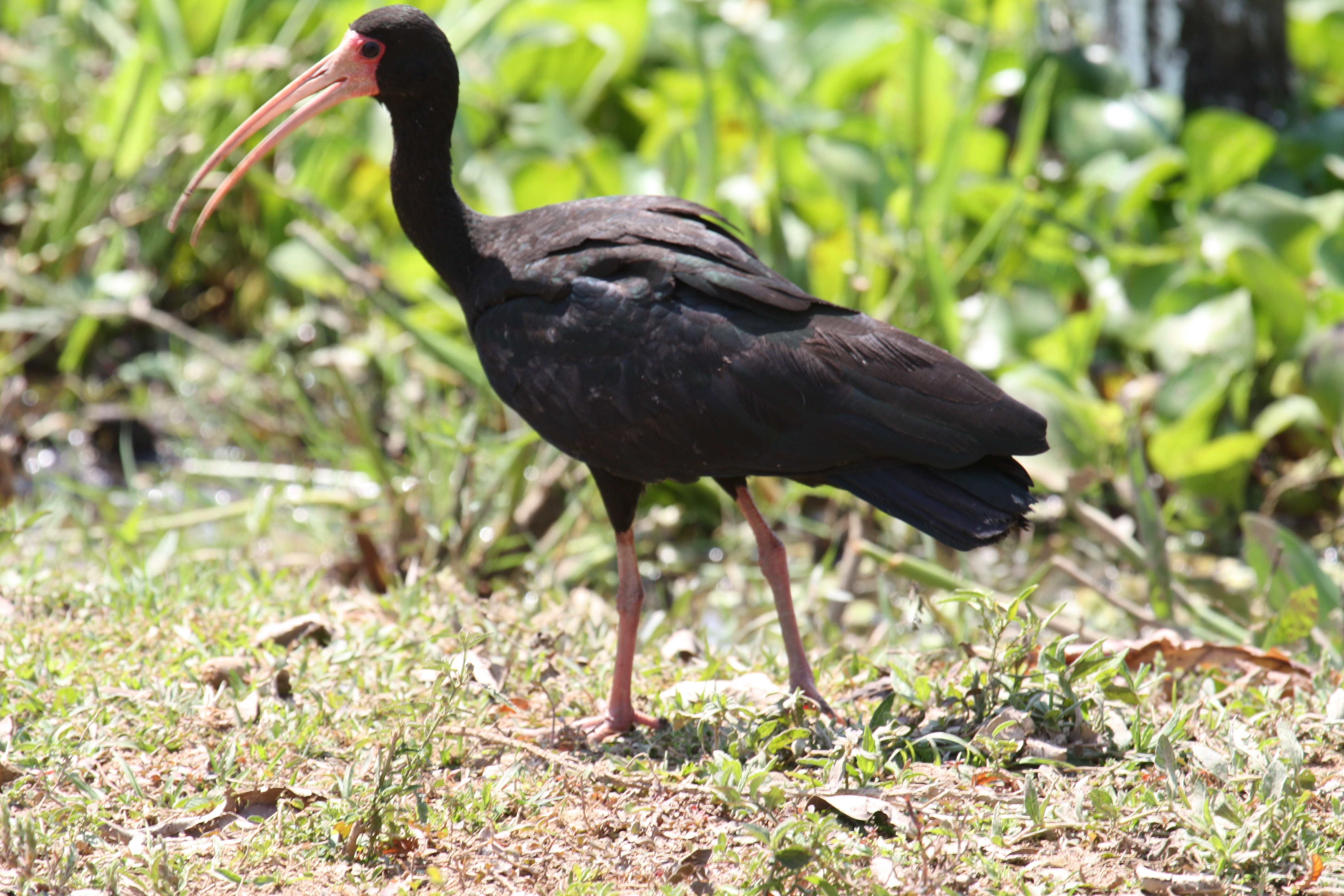
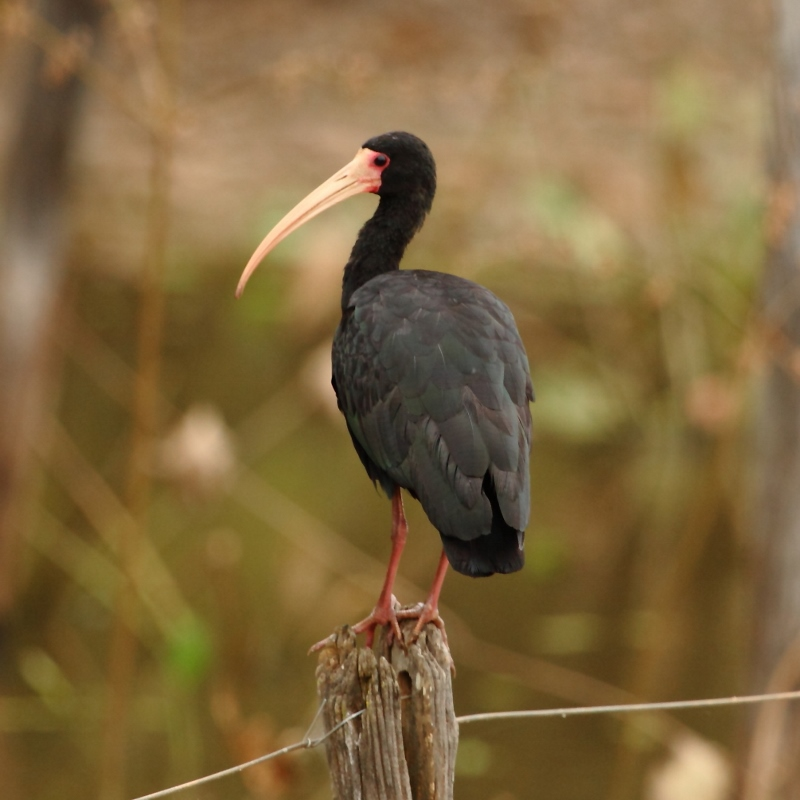